# 亞伯拉罕·布洛赫
亞伯拉罕·布洛赫（法語：Abraham Bloch，1859年11月7日—1914年8月29日）出生於法國法蘭西島大區的巴黎，曾經是一位阿爾及利亞的阿爾及爾首席拉比、法國拉比、隨軍牧師。

## 生平
他剛開始接觸猶太教育的啟蒙，是在高等研究應用學院當課堂的旁聽生，後來進入法國猶太神學院接受正規的猶太教拉比訓練，畢業後於1883年起擔任孚日省勒米爾蒙的拉比，一直到1897年。
1897年他成為阿爾及利亞的阿爾及爾首席拉比，到了1913年爆發第一次世界大戰時，他擔任隨軍牧師，在1914年坦特呂遇到戰事而過世，享年僅54歲。